# A Kylie Christmas
A Kylie Christmas là đĩa mở rộng thứ năm của nghệ sĩ thu âm người Úc Kylie Minogue. Album được phát hành dưới dạng kỹ thuật số vào ngày 30 tháng 11 năm 2010 bởi hãng Parlophone. Một phiên bản phát hành lại mang tựa A Christmas Gift đã được phát hành ngày 1 tháng 12 năm 2010 với ba ca khúc mới, trong đó có "Aphrodite" và "Can't Beat the Feeling" từ album phòng thu thứ 11 của Minogue, Aphrodite cũng như bản cover (trình diễn lại) ca khúc năm 1953 "Santa Baby" của Minogue đã xuất hiện lần đầu tiên trong mặt B của đĩa đơn "Please Stay", phát hành năm 2000.

## Trình diễn trực tiếp
Minogue đã trình diễn hai ca khúc "Let It Snow" và "Santa Baby" tại buổi lễ trình diễn ánh sáng ở Rockefeller Center Christmas Tree, thành phố New York vào ngày 30 tháng 11 năm 2010.

## Danh sách ca khúc
| A Kylie Christmas | A Kylie Christmas | A Kylie Christmas                           | A Kylie Christmas |
| STT               | Nhan đề           | Sáng tác                                    | Thời lượng        |
| ----------------- | ----------------- | ------------------------------------------- | ----------------- |
| 1.                | "Let It Snow"     | Sammy Cahn, Jule Styne                      | 1:57              |
| 2.                | "Santa Baby"      | Joan Javits, Philip Springer, Tony Springer | 3:22              |
| Tổng thời lượng:  | Tổng thời lượng:  | Tổng thời lượng:                            | 5:19              |

| A Christmas Gift | A Christmas Gift         | A Christmas Gift                                                        | A Christmas Gift |
| STT              | Nhan đề                  | Sáng tác                                                                | Thời lượng       |
| ---------------- | ------------------------ | ----------------------------------------------------------------------- | ---------------- |
| 1.               | "Aphrodite"              | Nerina Pallot, Andy Chatterley                                          | 3:47             |
| 2.               | "Can't Beat the Feeling" | Hannah Robinson, Pascal Gabriel, Borge Fjordheim, Matt Prime, Richard X | 4:10             |
| 3.               | "Santa Baby"             | Javits, Springer, Springer                                              | 3:23             |
| Tổng thời lượng: | Tổng thời lượng:         | Tổng thời lượng:                                                        | 11:20            |

## Bảng xếp hạng
| A Kylie Christmas (2010) | Vị trí cao nhất |
| ------------------------ | --------------- |
| UK Singles Chart         | 188             |

| "Santa Baby" (2010)      | Vị trí cao nhất |
| ------------------------ | --------------- |
| Australian Singles Chart | 85              |
| UK Singles Chart         | 132             |

| "Let It Snow" (2010)     | Vị trí cao nhất |
| ------------------------ | --------------- |
| Australian Singles Chart | 89              |

## Lịch sử phát hành
| Quốc gia       | Ngày                 | Hãng thu         | Định dạng       | Phiên bản         |
| -------------- | -------------------- | ---------------- | --------------- | ----------------- |
| Vương quốc Anh | 30 tháng 11 năm 2010 | Parlophone       | Tải kỹ thuật số | A Kylie Christmas |
| Hoa Kỳ         | 30 tháng 11 năm 2010 | Astralwerks      | Tải kỹ thuật số | A Kylie Christmas |
| Vương quốc Anh | 1 tháng 12 năm 2010  | Parlophone       | Tải kỹ thuật số | A Christmas Gift  |
| Úc             | 12 tháng 12 năm 2010 | Mushroom Records | Tải kỹ thuật số | A Kylie Christmas |
| New Zealand    | 12 tháng 12 năm 2010 | Mushroom Records | Tải kỹ thuật số | A Kylie Christmas |